# مخطط بود

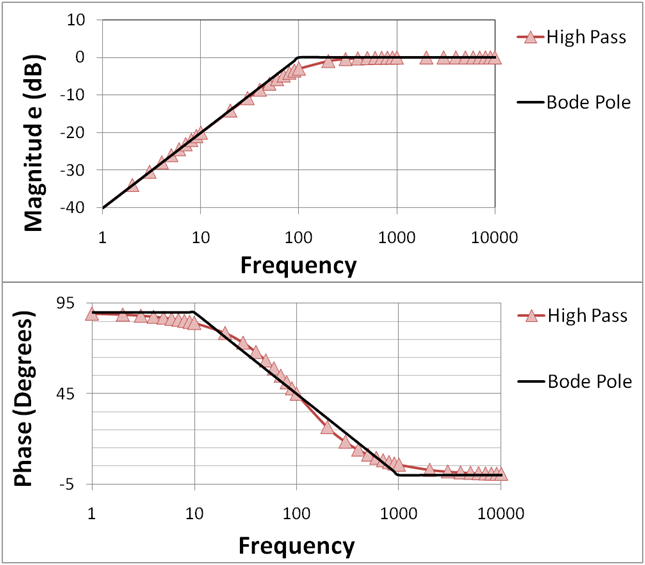

مخطط بوده (أو بودي) Bode-Diagramm هو عبارة عن إحدى الطرق لرسم دالات رياضية مركبة. يعود اسم المخطط إلى عالم الهندسة الكهربائية الأمريكي هيندريك فاده بوده. ويتكون مخطط بوده من رسمين أحدهما يحتوي على تقوية الدالة Amplitude بالنسبة للترددات المختلفة والآخر على طورها Phase حسب الترددات المختلفة. ذلك يرجع إلى أنك لو قمت برسم الدالة الرياضية المركبة في الفضاء المركب أي الفضاء المتكون من الإحداثيات الخيالية والإحداثيات الحقيقية فإن كل نقطة في هذ الفضاء يكفي لتحديدها معرفة طول الشعاع من مركز الإحداثيات إلى النقطة والزاوية (طور Phase) التي يحدثها هذا الشعاع مع مستقيم الإحداثيات الحقيقية. وبذلك يكون مخطط (أو طريقة رسم) بوده يحتوي على نفس المعلومات (أي كمية المعلومات) كرسم الدالة في الفضاء المركب (هذا الرسم يدعى أحيانا رسم نايكست). عادة ما تكون في مخطط بوده الإحداثيات لوغارتمية مما يسمح برسم مجال كبير من الدالة. التقوية تكون عادة بالديسيبال أما الطور أو الزاويا فتعطى عادة بالغراد.